# Voice-O-Graph
Voice-O-Graph var en lille grammofonplade med en besked eller hilsen, beregnet til videresendelse eller opbevaring. De fandtes i 1950'ernes USA, hvor der flere steder i landet var opstillet telefonbokslignende arrangementer hvor man, mod betaling, kunne indspille en lille besked.
Plademediet var vinyl og havde en størrelse på ca. 150 mm (6”) og kunne indspilles med en hastighed på enten 45- eller 78 omdrejninger pr. minut, til efterfølgende afspilning på en grammofon.